# 市橋浩治

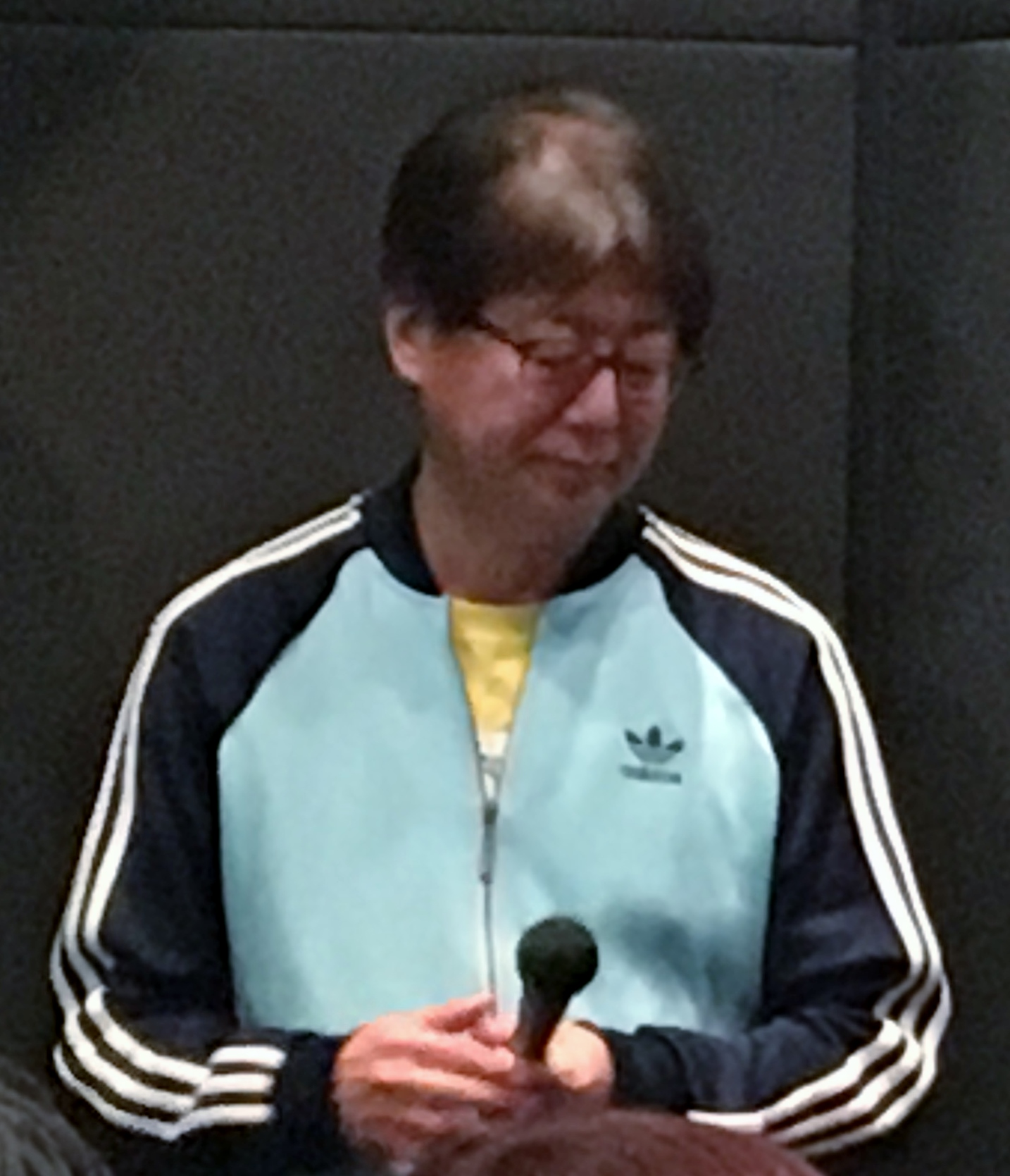
新宿K's cinemaにて（2018年11月）

市橋 浩治（いちはし こうじ、1964年2月23日 - ）は、東京都五反田の俳優・映画監督養成のスクール「ENBUゼミナール」の代表取締役。福井県今立郡今立町（現：越前市今立地区）生まれ。

## 経歴
福井県立武生高等学校、神戸大学工学部電子工学科卒業。
大学卒業後リクルートへ就職。15年間広告の営業マンとして勤務。
2009年にENBUゼミナールを設立。初プロデュース作品は『アンダーウェア・アフェア』（岨手由貴子監督）。
2011年よりシネマプロジェクトを立ち上げ、若手監督や俳優を発掘。大ヒット作「カメラを止めるな!」はENBUゼミナールが2012年から始めているシネマプロジェクトというワークショップでの映画を製作する企画から誕生した。2018年、「カメラを止めるな!」のヒットを受け、監督の上田慎一郎、配給を協力したアスミック・エースの豊島雅郎とともに、新藤兼人賞のプロデューサー賞を受賞。翌2019年は上田慎一郎とともにエランドール賞のプロデューサー奨励賞を受賞。

## プロデュース作品
- 「モーメント」2013年公開
- 「サッドティー」2014年公開
- 「夏前。おわり」2014年公開
- 「うるう年の少女」2014年公開
- 「なけもしないくせに」2016年公開
- 「退屈な日々にさようならを」2017年公開
- 「きみはなにも悪くないよ」2017年公開
- 「川越街道」2018年公開
- 「カメラを止めるな!」2018年公開